# Кугидель
Кугидель (баш. Күгиҙел) — деревня в Биляловском сельсовете Баймакского района Республики Башкортостан России.
С 2005 года имеет современный статус, с 2007 года носит современное название.

## Географическое положение
Расстояние до:
- районного центра (Баймак): 75 км,
- центра сельсовета (Билялово): 5 км,
- ближайшей железнодорожной станции (Сибай): 98 км.

## История
В 1960 году посёлок фермы Суванякского совхоза переведен из Абзелиловского района в Баймакский, согласно указу Президиума Верховного Совета Башкирской АССР от 27 июня 1960 г. № 36-2/78 «О передаче Биляловского сельсовета Абзелиловского района в состав Баймакского района». Он гласил:
«Передать Биляловский сельсовет Абзелиловского района в составе населённых пунктов Баймурзино, Билялово, Верхне-Тагирово, Кипчаково, Нижне-Тагирово, Куль-Идель, Семяновка, Умитбаево и пос. фермы Суванякского совхоза в состав Баймакского района» (текст по справочнику «История административно-территориального деления Республики Башкортостан (1708—2001). Сборник документов и материалов», Уфа: Китап, 2003. — 536 с. С.308).
Статус деревни, сельского населённого пункта, посёлок получил согласно Закону Республики Башкортостан от 20 июля 2005 года № 211-з «О внесении изменений в административно-территориальное устройство Республики Башкортостан в связи с образованием, объединением, упразднением и изменением статуса населённых пунктов, переносом административных центров», ст.1:

6. Изменить статус следующих населённых пунктов, установив тип поселения — деревня:

5) в Баймакском районе:…
 с) поселка фермы Суванякского совхоза Биляловского сельсовета
До 10 сентября 2007 года называлась деревней фермы Суванякского совхоза.

## Население
| 2002 | 2009 | 2010 |
| ---- | ---- | ---- |
| 469  | ↗538 | ↘411 |

## Инфраструктура
В деревне расположено ООО «Кугидель», основным видом деятельности которого является разведение крупного рогатого скота. Работают основная школа, детский сад «Аксэскэ».

## Достопримечательности
Рядом находятся горы Кузгунташ и Таганташ - памятники природы.